# Mary Decker
Mary Thereza Decker-Slaney (Flemington, 4 agosto 1958) è un'ex mezzofondista statunitense.

## Biografia
Nonostante i migliori tempi stagionali fossero stati fatti registrare dalla romena Maricica Puică, Mary Decker si presentò coi favori del pronostico nella gara dei 3000 m piani dei Giochi olimpici di Los Angeles 1984, rinunciando ad un'altra specialità nella quale eccelleva, i 1500 m piani, per non disperdere ulteriori energie nei vari turni di qualificazione.
Davanti al pubblico di casa, Mary Decker partì all'attacco, guidando il gruppo delle migliori nei primi metri. A circa un giro e mezzo dalla fine, Mary Decker cadde per un contatto con la gamba di Zola Budd, atleta sudafricana naturalizzata britannica, che correva scalza e che aveva sopravanzato da poco proprio la Decker.
La mezzofondista statunitense rimase a lungo dolorante e disperata per il sogno svanito in modo così accidentale ai bordi della pista. Zola Budd, sul finire della corsa, dopo una tattica di gara d'attacco e alquanto dispendiosa, tra le ire del pubblico americano fu sopravanzata da altre sei avversarie. A vincere fu la romena Maricica Puică.

## Record nazionali

### Seniores
- Miglio: 4'16"71 ( Zurigo, 21 agosto 1985)
- Miglio indoor: 4'20"5 ( San Diego, 19 febbraio 1982)
- 2 000 metri piani: 5'32"7 ( Eugene, 3 agosto 1984)
- 3 000 metri piani: 8'25"83 ( Roma, 7 settembre 1985)

## Palmarès
| Anno | Manifestazione      | Sede        | Evento       | Risultato | Prestazione | Note |
| ---- | ------------------- | ----------- | ------------ | --------- | ----------- | ---- |
| 1979 | Giochi panamericani | San Juan    | 1500 m piani | Oro       | 4'05"7      |      |
| 1983 | Mondiali            | Helsinki    | 1500 m piani | Oro       | 4'00"90     |      |
| 1983 | Mondiali            | Helsinki    | 3000 m piani | Oro       | 8'34"62     |      |
| 1984 | Giochi olimpici     | Los Angeles | 3000 m piani | Finale    | dnf         |      |
| 1988 | Giochi olimpici     | Seul        | 1500 m piani | 8ª        | 4'02"49     |      |
| 1988 | Giochi olimpici     | Seul        | 3000 m piani | 10ª       | 8'47"13     |      |
| 1996 | Giochi olimpici     | Atlanta     | 5000 m piani | Batteria  | 15'41"30    |      |
| 1997 | Mondiali indoor     | Parigi      | 1500 m piani | dq        | dq          |      |

## Altre competizioni internazionali
1980
- Bronzo al Golden Gala ( Roma), 1500 m piani - 4'03"15

1982
- Oro al Prefontaine Classic ( Eugene), 5000 m piani - 15'08"26
- Oro al Meeting de Paris ( Parigi), miglio - 4'18"08

1983
- Oro al Prefontaine Classic ( Eugene), 3000 m piani - 8'42"38
- Oro all'ISTAF Berlin ( Berlino), 800 m piani - 1'59"39

1984
- Oro al Weltklasse Zürich ( Zurigo), miglio - 4'16"71

1985
- Oro alla Grand Prix Final ( Roma), 3000 m piani - 8'25"83
- Oro al Prefontaine Classic ( Eugene), 5000 m piani - 15'06"53
- Oro al Weltklasse Zürich ( Zurigo), miglio - 4'16"71
- Oro ai Bislett Games ( Oslo), miglio - 4'19"18
- Oro al Memorial Van Damme ( Bruxelles), 1500 m piani - 3'57"24
- Oro ai London Anniversary Games ( Londra), 1500 m piani - 4'02"8

1988
- Argento al Weltklasse Zürich ( Zurigo), 3000 m piani - 8'34"69
- Oro al Prefontaine Classic ( Eugene), miglio - 4'21"25

1992
- Oro al Prefontaine Classic ( Eugene), 2000 m piani - 5'39"19